# Spilosoma nudum
Spilosoma nudum là một loài bướm đêm thuộc phân họ Arctiinae, họ Erebidae.